# Santa Cruz do Arari
Santa Cruz do Arari är en kommun i Brasilien.   Den ligger i delstaten Pará, i den nordöstra delen av landet, 1 700 km norr om huvudstaden Brasília. Antalet invånare är 8 163. Santa Cruz do Arari ligger på ön Ilha de Marajó.
Omgivningarna runt Santa Cruz do Arari är huvudsakligen savann. Runt Santa Cruz do Arari är det mycket glesbefolkat, med 5 invånare per kvadratkilometer.